# Garmsar
Garmsar é uma cidade na província de Semnã no norte do Irã.
Cidade natal do sexto presidente do país, Mahmoud Ahmadinejad.